# Kunzea baxteri
Kunzea baxteri — вид рослин родини миртові.

## Назва
В англійській мові має назву «червона кунцея» (англ. scarlet kunzea).

## Будова
Прямостоячий кущ з сіро-зеленим продовгуватим листям і великими червоними квітами, що схожі на Йоржик.

## Поширення та середовище існування
Зростає на південному-заході Австралії.

## Галерея

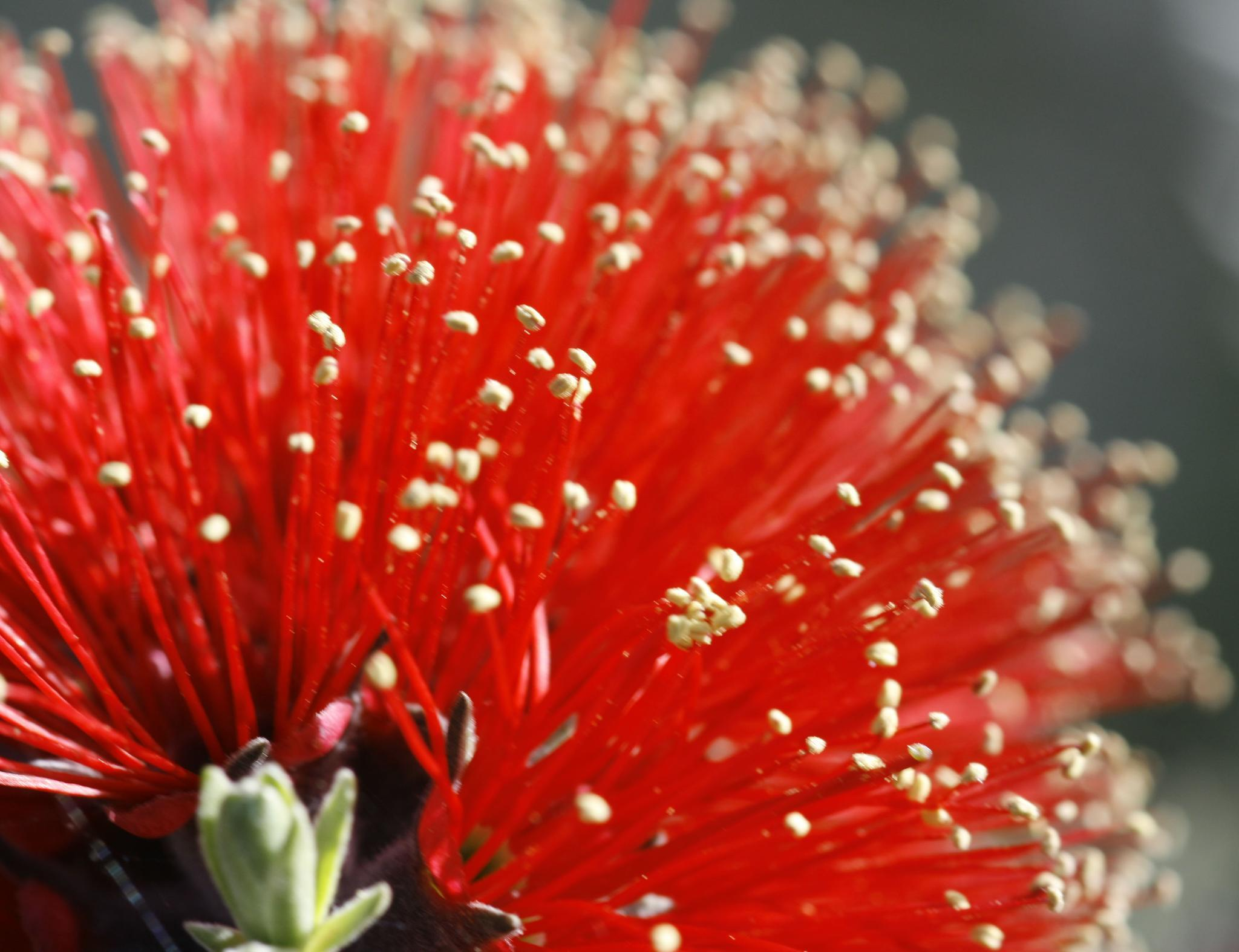
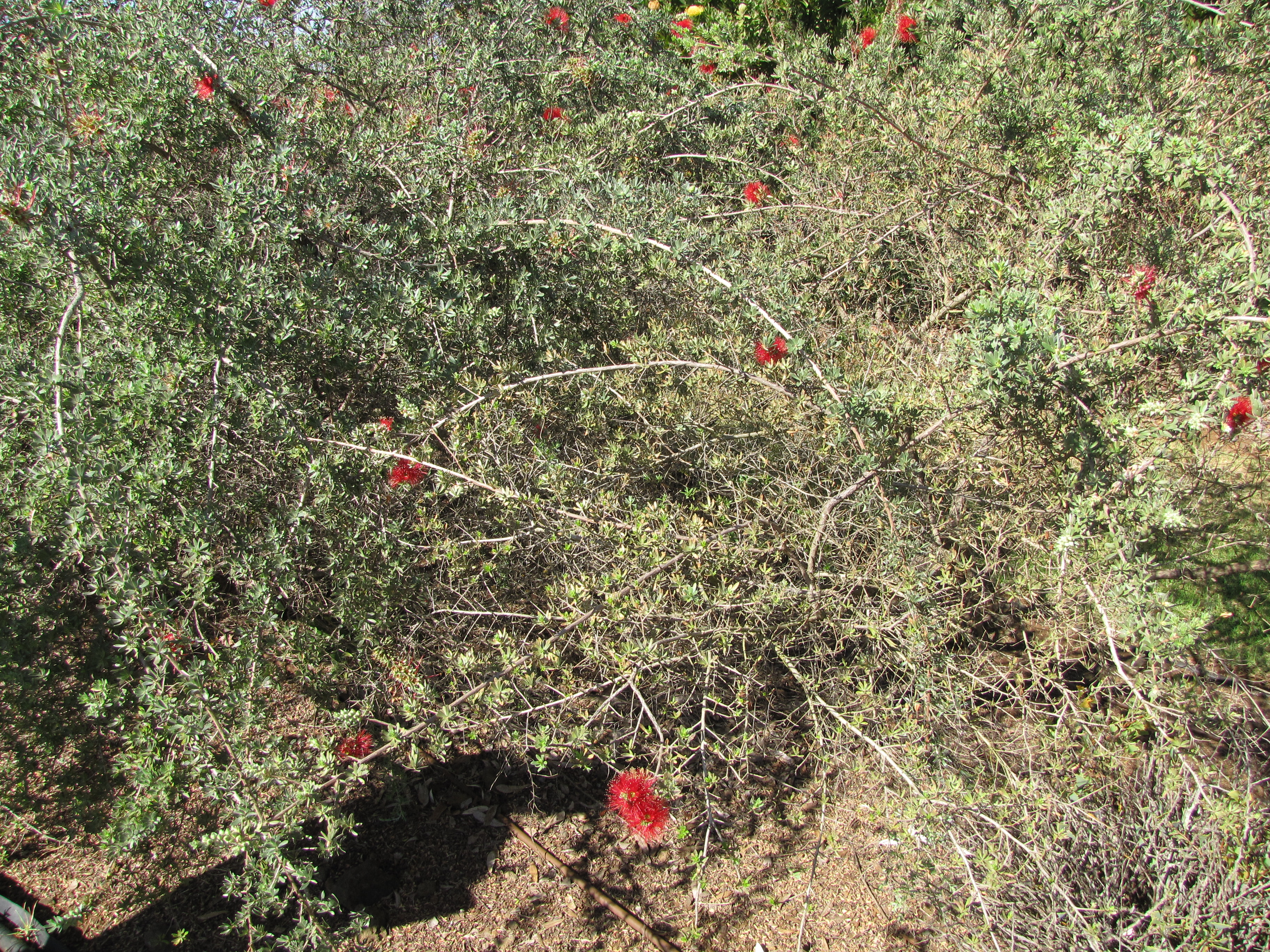
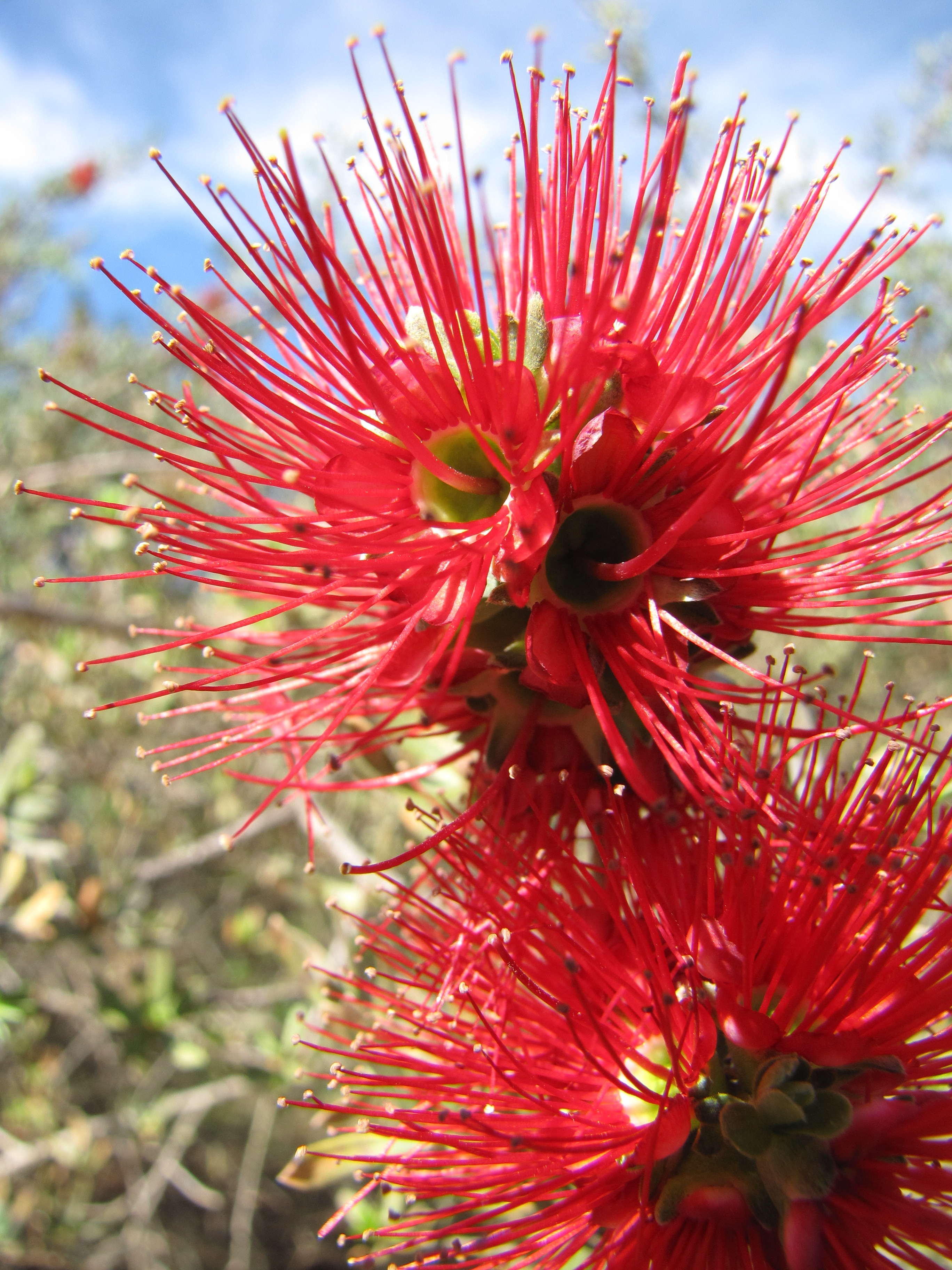
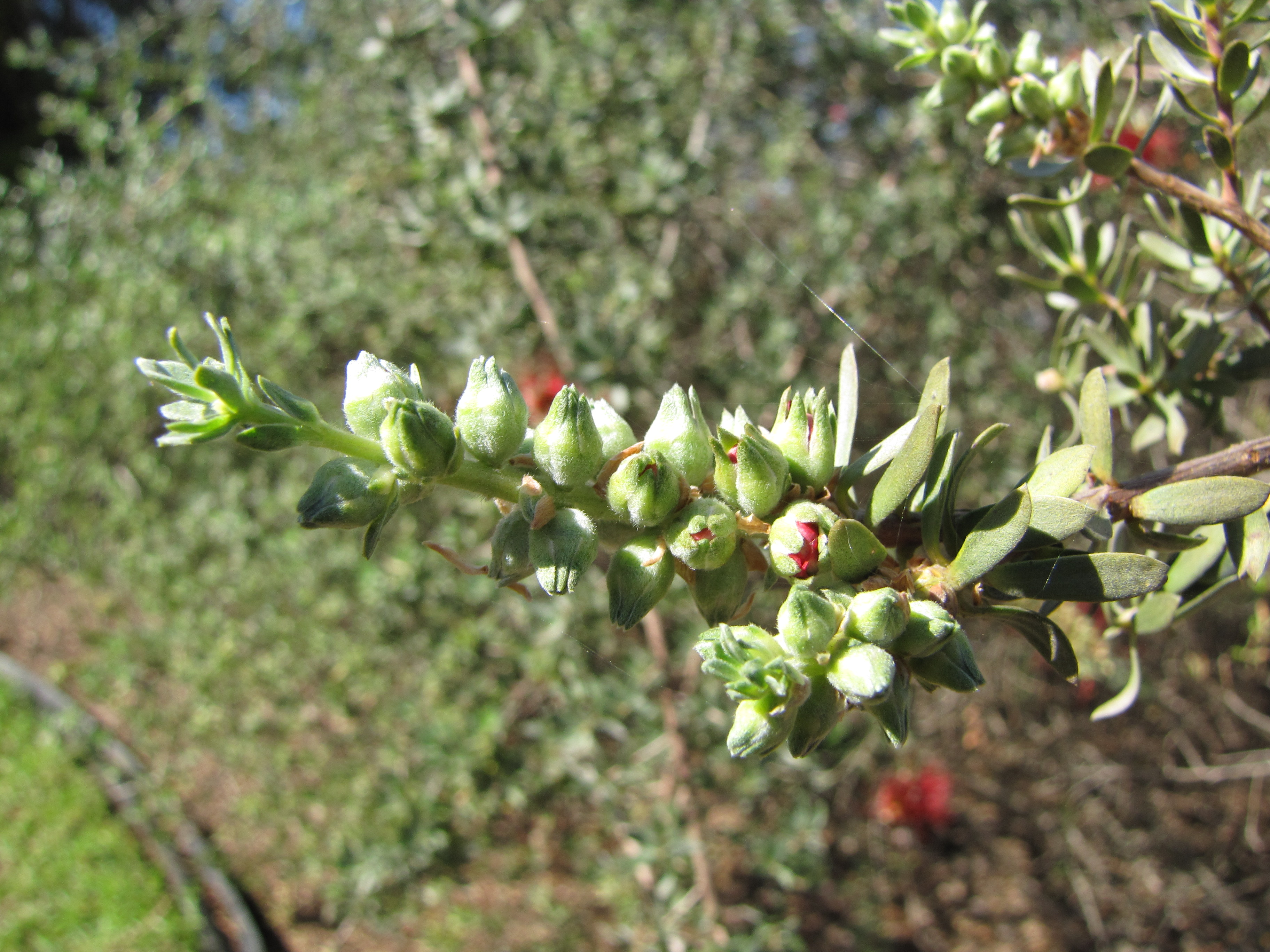
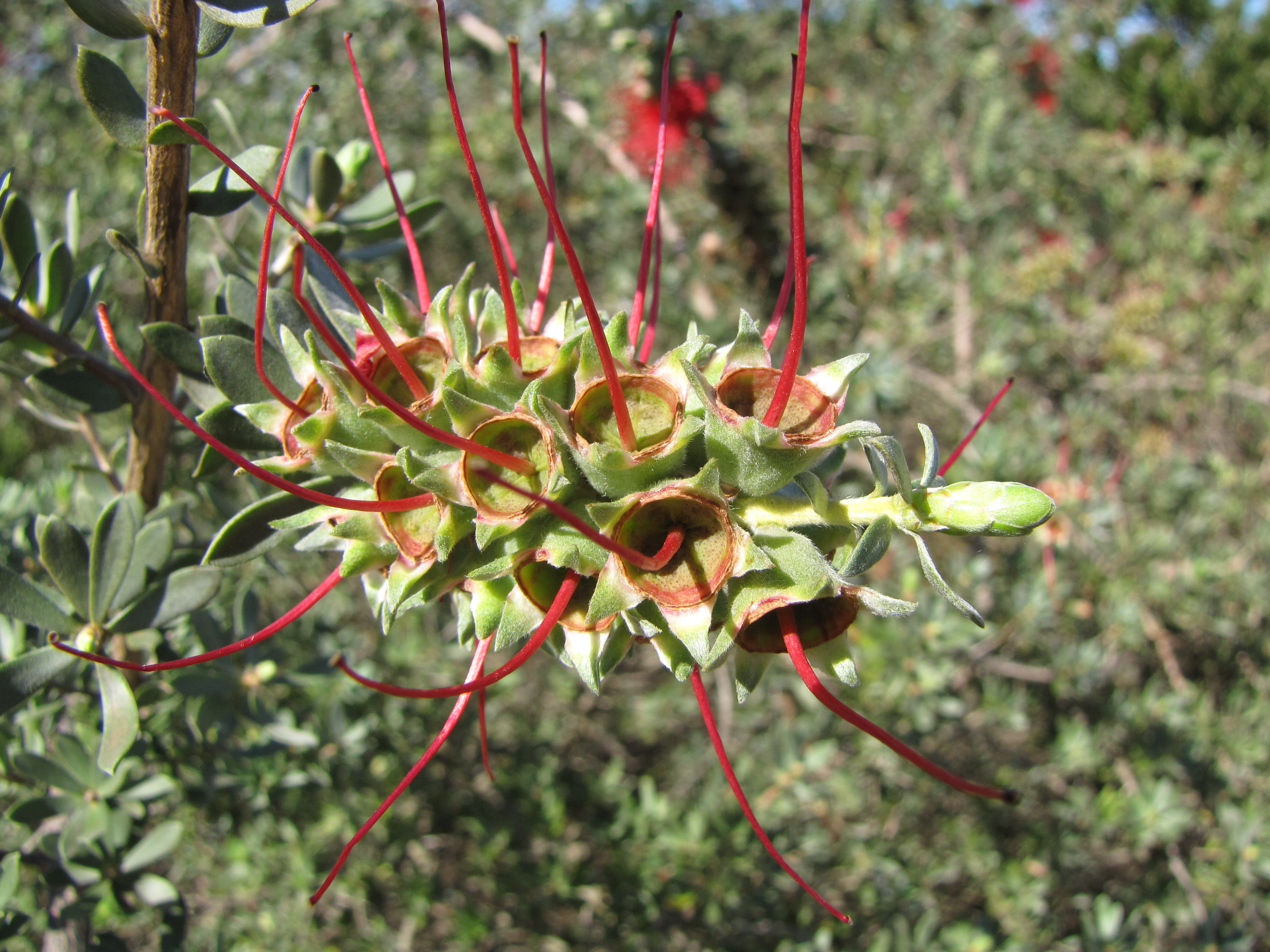

## Практичне використання
Вирощують як декоративну рослину.